# Elisabeth Blesendorf
Catharina Elisabeth Blesendorf (* 4. November 1677 in Berlin; † 1760 in St. Petersburg) war eine deutsche Sängerin und Malerin.
Elisabeth Blesendorf stammte aus einer Berliner Künstlerfamilie. Ihr Vater war der „Churfürstlich Brandenburgische Amulirer“ Samuel Blesendorf, ihr Bruder der Kupferstecher Constantin Friedrich Blesendorf. Sie betrieb in Berlin die Emailmalerei, machte sich aber in erster Linie einen Namen als Opernsängerin. 1706 und 1708 sang sie die Titelrollen in Opernaufführungen bei Festlichkeiten am preußischen Hof. Die Fürstin Menschikow nahm sie mit nach St. Petersburg, wo sie 1760 gestorben sein soll.